# Бугруватівське нафтове родовище
Бугруватівське нафтове родовище — належить до Талалаївсько-Рибальського нафтогазоносного району Східного нафтогазоносного регіону України.

## Опис
Розташоване в Сумській області на відстані 15 км від м. Охтирка.
Знаходиться в межах Охтирського виступу фундаменту півн. прибортової зони центральної частини Дніпровсько-Донецької западини.
Підняття виявлене в 1968 р.
Структура складається з надсольових теригенно-карбонатних утворень верхнього девону, нижнього, середнього і верхнього карбону, пермі, нижнього та верхнього тріасу, юри, крейди, палеогену і неогену. Родовище пов'язане з групою брахіантиклінальних складок, порушених скидами амплітудою 30-250 м; розміри структур у візейських відкладах змінюються від 4,5х3,7 м до 1,3х0,75 м. Перші промислові припливи нафти отримані в 1974 р. з інт. 3234-3576 м (з трьох продуктивних горизонтів). 
Поклади пластові, склепінчасті, тектонічно екрановані та літологічно обмежені. Колектори — пісковики. Режим Покладів пружноводонапірний. Нафта високов'язка.
Експлуатується з 1976 р. Запаси початкові видобувні категорій А+В+С1 — 20947 тис.т нафти; розчиненого газу — 1296 млн. м³. Густина дегазованої нафти 840-968 кг/м³. Вміст сірки у нафті 0,8-1,0 мас.%.
Станом на 2021 р. експлуатаційний фонд Бугруватівського родовища налічує 164 свердловини, які обладнані установками ЕВН(близько 60) та ШГН (понад 90). Середньодобовий видобуток складає 850-900 тонн нафти на добу.
Бугруватівське родовище характеризується високою складністю геологічної будови і умов нафтонасичення продуктивних пластів. Розробка покладів нафти ускладнюється блоковою геологічною будовою, значною неоднорідністю колекторських властивостей продуктивних пластів із нафтою в’язкістю 19,9 – 40 мПа·с у пластових умовах і густиною 892,1 – 898,5 кг/м3. Запаси нафти цього родовища, за проєктними техніко-економічними показниками, можуть бути вилучені тільки за умови використання сучасних методів підвищення нафтовилучення.